# Hercostomus griseifrons
Hercostomus griseifrons är en tvåvingeart som beskrevs av Becker 1910. Hercostomus griseifrons ingår i släktet Hercostomus och familjen styltflugor. Inga underarter finns listade i Catalogue of Life.